# District V
District V est un magazine culturel et artistique animé par Herby Moreau. Celui-ci est entouré de trois collaborateurs qui ont tous un bagage de journalisme en radio ou en télévision derrière la cravate (David Bernard, Isabelle Ménard et Maripier Morin). Herby, qui est au fil du temps devenu l'ami des vedettes, promènera donc sa caméra et son micro dans les divers lancements et cocktails de la métropole. Un important volet est aussi consacré à l'actualité internationale et à ses personnalités. Alexandre Champagne était collaborateur lors de la 1re et de la 2e saison.
En 2013 District V a été nommée au 28e Gala des Prix Gémeaux comme Meilleur Magazine Culturel.
Il s’agit d’une idée originale de LP8 Média.

## Équipe
- Animateur Herby Moreau
- collaborateurs David Bernard, Isabelle Ménard et Maripier Morin